# 聖米格爾的塞拉
聖米格爾的塞拉（葡萄牙語：Serra de São Miguel）是巴西東北部北里約格朗德州西波蒂瓜爾中區的一個小區。

## 市鎮
聖米格爾的塞拉下轄以下的市鎮：
- 新阿瓜多西
- 若昂佩索阿上校镇
- 塞韦里亚努博士镇
- 恩坎图
- 路易斯戈梅斯
- 马若尔萨利斯
- 里亞舒迪聖安娜
- 聖米格爾
- 韦尼亚-韦尔